# Antoun Sehnaoui
Pour les articles homonymes, voir Sehnaoui.
Antoun Sehnaoui est un banquier libanais, producteur de films et philanthrope. Il est président du conseil d'administration du groupe SGBL, qui comprend la Société Générale de Banque au Liban (SGBL), la Société Générale de Banque en Jordanie (SGBJ) et la société financière Fidus Wealth Management et président du conseil d'administration de la Compagnie Financière Richelieu.
Il est également membre du conseil d'administration de l'Association Libanaise des Banques et de l'Académie des arts et des sciences du cinéma.
Personnage controversé, Antoun Sehnaoui a été mêlé à plusieurs affaires comme la fusillade de la « Maison blanche », a été sous le coup de mandats de perquisition et est suspecté d'être mêlé à des affaires de corruption et d'intimidation.

## Biographie

### Enfance et études
Antoun Sehnaoui est né à Beyrouth le 3 novembre 1972. Ses parents sont Nabil Sehnaoui (d’origine syrienne), président du groupe SGBL, et May Chehab Sehnaoui, l'arrière-petite-fille de l'émir Bashir Shihab II,,, qui a gouverné l'Émirat du Mont-Liban durant la première moitié du XIXe siècle.
Il a grandi au Liban pendant la guerre civile libanaise et a fréquenté le Collège Notre-Dame de Jamhour, puis est parti aux États-Unis où il a obtenu son diplôme en finances de l'Université de Californie du Sud.

### Carrière
En 1998, Antoun Sehnaoui a créé NewsMedia SAL, une maison d'édition puis Executive, un magazine économique indépendant destiné au Liban et aux pays du CCG[source insuffisante]. Executive est une publication concernant les questions économiques et financières dans la région MENA (Moyen-Orient et Afrique du Nord),.
Antoun Sehnaoui hérite de son père de la présidence du groupe bancaire SGBL (Société Générale de Banque au Liban) en octobre 2007. La banque se développe en 2011 grâce à l'acquisition de la plupart des actifs de la Banque Libanaise Canadienne,.
Sehnaoui est partenaire de la société de production Rouge International, en collaboration avec l'actrice et productrice française Julie Gayet, et a fondé la société de production Ezekiel Film Production. En 2015, Tracfin débute une enquête sur les flux financiers suspects entourant la société de production et l'actrice Julie Gayet, mais le dossier transmis à l'administration fiscale reste sans suite  et le directeur de Tracfin se voit « instamment proposer de quitter » l'institution.
En 2021, il fonde avec le journaliste Frédéric Domont le média Ici Beyrouth, qu'il utilise pour relayer sa communication.
Atoun Sehnaoui finance les Jnoud al-Rab, une organisation chrétienne libanaise.
En 2024, il tente avec d'autres investisseurs de racheter l'hebdomadaire Marianne pour la deuxième fois, après une première tentative en 2014, mais sa « réputation sulfureuse » suscite des inquiétudes au sein de la rédaction. Il se retire finalement du projet, qui échoue.

#### Proximités politiques en France et aux Etats-Unis
Proche ami de Julien Dray, qui le considère comme son « frère », il fréquente aussi Robert Zarader, directeur de l'agence de communication Bona Fidé et conseiller de François Hollande.
Antoun Sehnaoui bénéficie également d'un réseau aux Etats-Unis qu'il entretient par sa position au conseil d'administration de la fondation Al Smith, un organisme de bienfaisance catholique influent dans le milieu politique américain.

#### Philanthropie
Sehnaoui soutient le Festival International du Film de Beyrouth, le Beirut Art Center, la Foire du livre français et plus d'une douzaine de festivals artistiques et culturels par an. 
En 2017, il fait un don de 7 millions de dollars US pour le financement du nouveau centre sportif de l'Université Libanaise Américaine (LAU).
Sehnaoui a fait don, au nom de ses parents, du Sanctuaire dédié à Saint Charbel Makhlouf dans la cathédrale Saint - Patrick (Manhattan) dans la ville de New-York qui a été inauguré le 28 octobre 2017. Le patriarche maronite libanais Béchara Boutros al-Rahi ainsi que le cardinal Timothy M. Dolan ont assisté à la cérémonie d'inauguration. Le sanctuaire présente une mosaïque du saint Charbel Makhlouf ainsi que des emblèmes nationaux libanais tels que le cèdre libanais et une relique du Saint,.

## Affaires judiciaires
Le 26 février 2010, les gardes du corps accompagnant Anton Sehnaoui à Beyrouth ouvrent le feu sur Mazen Zein, un ancien collaborateur avec lequel il est en conflit depuis une décennie, occasionnant plusieurs blessés. Le lendemain des faits, visé par une plainte pour menaces sur autrui, Anton Sehnaoui se réfugie temporairement en France tandis que son porte-parole évoque un « débordement entre hommes de main ». Il bénéficie finalement d'un non-lieu, le juge d'instruction estimant que « les clients de la discothèque étaient ivres et que les témoignages indiquant que Sehnaoui avait donné à ses hommes l'ordre de tirer n'étaient pas fiables ».